# 障害・福祉・児童関係記事一覧
障害・福祉・児童関係記事の一覧（しょうがい・ふくし・じどうかんけいきじいちらん）は、障害・障害者（障害児）・福祉・介護・児童・青少年と、それらと関係が深い心理援助と学校教育に関係する記事の一覧である。
#学校教育の項目の記事は、教育関係記事一覧と重複している（それ以外も適宜重複している）。
- Portal:教育
- Category:教育

## 他の一覧
- 教育関係記事一覧
  - 教育関係人物一覧
  - 教育法令一覧
- 心理学者
- 福祉資格等一覧
- 日本の保育所一覧

## 障害・障害者
アスペルガー症候群 - 解離性同一性障害 - 学習障害 - 境界性パーソナリティ障害 - 強迫性障害 - 虚偽性障害 - 健康障害 - 言語障害 - 広汎性発達障害 - 視覚障害者 - 色覚異常 - 肢体不自由者 - 自閉症 - 弱視 - 障害者 - 情緒障害 - パーソナリティ障害 - 身体障害 - 錐体外路障害 - 精神障害者 - 染色体異常 - 知的障害 - 注意欠陥・多動性障害 - 中途失聴者 - 聴覚障害者 - ディスレクシア - 適応障害 - 障害者差別 - てんかん - 難聴者 - 脳性麻痺 - 発達障害 - パニック障害 - 病弱児 - 不安障害 - 盲ろう者 - 言語聴覚士 - 視能訓練士 - オストメイト－ ストーマ－ 人工肛門 －人工膀胱

### 障害者社会
コーダ (聴者) - スペシャルオリンピックス - スワンベーカリー - デフファミリー - デフリンピック - パラリンピック - ピープル・ファースト - ろう文化

## 福祉・介護
医療ソーシャルワーカー - 介護支援専門員 - 介護福祉士 - 介護保険制度 - 介助 - 看護 - 看護学 - 看護過程 - 看護師 - 看護理論 - 高齢者福祉 - 社会福祉学 - 社会福祉士 - 社会福祉主事 - 手話 - 手話通訳 - 障害者手帳 - 精神保健福祉士 - ソーシャルワーカー - 地域看護学 - 点字 - 特別養護老人ホーム - 日本の医療・福祉・教育に関する資格一覧 - 盲導犬 - 療育手帳 - 老人看護 - 老人福祉施設

## 児童・青年
おかざき世界子ども美術博物館 - ガールスカウト - 学童保育 - 家庭裁判所 - 家族 - 過保護 - 監護 - 緘黙 - 国際子ども図書館 - 国立青少年自然の家 - 国立青少年交流の家 - 子供 - 子供会 - こどもの文化 - 里親 - 思春期 - 児童館 - 児童虐待 - 児童指導員 - 児童自立支援施設 - 児童心理司 - 児童相談所 - 児童手当 - 児童の権利に関する条約 - 児童福祉 - 児童福祉司 - 児童福祉施設 - 児童養護施設 - 準少年保護手続 - 少子化 - 少女 - 少年 - 触法少年 - 少年院 - 少年鑑別所 - 少年刑務所 - 少年保護手続 - 親権者 - 心理判定員 - スポーツ少年団 - 青年団 - 待機児童 - 地域児童精神保健 - 童歌 - 童話 - ネグレクト - 被虐待児症候群 - 非行 - 非行少年 -  不良行為 -不良行為少年 - プレーパーク - プレミアム・パスポート事業 - ボーイスカウト - 暴走族 - 保護者 - ボストン・チルドレンズ・ミュージアム - 母性本能 - 枕投げ - 万引き - ヤングアダルト - リストカット

### 少年犯罪
大分一家6人殺傷事件 - 神戸連続児童殺傷事件 - 佐世保小6女児同級生殺害事件 - 長崎男児誘拐殺人事件

## 心理援助
学校心理士 - スクールアドバイザー - スクールカウンセラー - スクールソーシャルワーカー - 臨床心理士 - 臨床発達心理士

## 学校教育
院内学級 - 健康学園 - 支援教育を行う普通学校 - 就学義務猶予免除 - 女子高生 - 自立活動 - 通級 - 適応指導教室 - 統合教育 - 特別支援学級 - 特別支援学校 - 特別支援教育 - 不登校